# Милятино (Московская область)
Милятино — деревня в Можайском районе Московской области в составе сельского поселения Горетовское. Численность постоянного населения по Всероссийской переписи 2010 года — 78 человек, в деревне числится 6 улиц. До 2006 года Милятино входило в состав Глазовского сельского округа.
Деревня расположена на севере центральной части района, у границы с Волоколамским районом, примерно в 23 км к северо-западу от Можайска, на левом берегу реки Искона, высота центра над уровнем моря 195 м. Ближайший населённый пункт — Потапово в 2,5 км на запад. Автобусное сообщение с Можайском.
В ближайшие годы предполагается развитие близлежащих территорий: к востоку от деревни пройдет трасса Можайск-Волоколамск и будет построен коттеджный поселок Миловидово.